# Sfântul Vitalie
Sfântul Vitalie (în italiană San Vitale; n.  ?, Milano, Italia – d. 60 d.Hr., Ravenna, Italia) a fost un martir creștin din primele secole, sărbătorit pe 28 aprilie.
Pe locul martiriului său a fost construită Bazilica San Vitale din Ravenna.